# Rébellion (droit)
Pour les articles homonymes, voir Rebellion (homonymie).
L’acte de rébellion, à savoir l’opposition à une autorité, est légiféré dans de nombreux pays et dans le droit international : souvent condamné, il est parfois toléré dans certains contextes.

## Droit international
Le droit à la rébellion est vu comme inhérent au droit des peuples à disposer d’eux-mêmes, cependant aucun texte ne définit le droit à se rebeller.

## Europe

### France
Le chapitre 433 du code pénal français, visant à protéger l’administration publique des « atteintes […] commises par les particuliers », définit dans les articles 6 à 10 le délit de rébellion et les sanctions qui l’accompagnent.

« Constitue une rébellion le fait d’opposer une résistance violente à une personne dépositaire de l’autorité publique ou chargée d’une mission de service public agissant, dans l’exercice de ses fonctions, pour l’exécution des lois, des ordres de l’autorité publique, des décisions ou mandats de justice. »

La loi prévoit une peine d’un an d’emprisonnement et de 15 000 € d’amende, voire dix ans d’emprisonnement et 150 000 € d’amende s’il s’agit d’un délit armé et en réunion.

### Espagne
Les articles 472 et suivants du code pénal espagnol définissent une liste de cas où l’opposition violente à une autorité constitue un délit.

« Sont coupables du délit de rébellion ceux qui se soulèvent publiquement et violemment pour n’importe laquelle des fins suivantes :
1. Déroger, suspendre ou modifier de façon totale ou partielle la Constitution.
2. Destituer ou priver de tout ou partie de ses prérogatives le Roi ou Reine ou le Régent ou membres de la Régence, ou les obliger à exécuter un acte contraire à leur volonté.
3. Empêcher la libre tenue d'élections pour des fonctions publiques.
4. Dissoudre les Cortes Generales, le Congrès des députés, le Sénat ou toute Assemblée d'une communauté autonome, les empêcher de se réunir, de délibérer ou de voter, leur arracher une résolution ou les soustraire de l'une de leurs attributions ou compétences.
5. Déclarer l'indépendance d'une partie du territoire national.
6. Substituer par un autre le gouvernement de la Nation, ou le conseil de gouvernement d'une communauté autonome, ou utiliser ou exercer soi-même ou priver le gouvernement ou le conseil de gouvernement d'une communauté autonome, ou n'importe lequel de ses membres de ses facultés, ou les empêcher ou limiter leur libre exercice, ou obliger l'un d'eux à exécuter des actes contraires à leur volonté.
7. Soustraire tout type de force armée à l'obéissance du gouvernement. »

#### Filmographie
- La Rébellion de Kautokeino film de Nils Gaup sorti en 2008 (Rébellion d'éleveurs de rennes Sâmes læstadiens contre des notables norvégiens en 1852)